# Encián (folyóirat)
Az Encián a brassói természetjárók folyóirata.

## 1930-as évek
A folyóiratot 1935 áprilisában alapította a brassói Encián Sí- és Turista Egyesület, mint a brassói természetjárók lapját. Elnöke Hild János, szerkesztője Ördögh Sándor Lajos. Többek közt közölte Székely Géza turisztikai és sportújságíró cikkeit. A brassói közlemények mellett a kolozsvári Gyopár, a nagyváradi Sasok és az Aradi Tornaegyesület természetjáró szakosztálya is hasábjain jelentette meg anyagát.
A második bécsi döntés után a románok betiltották Románia területén a magyar és német kiadványokat, így ez év augusztusában jelent meg az Encián utolsó, 61. száma. A lap folytatásaként 1946-ban még megjelent egy jubileumi emlékkönyv és naptár, majd az Encián 1947-es és 1948-as egyesületi évkönyve. Az Encián Sí- és Turista Egyesület 1948-ban megszűnt.

## Az új Encián
Bár az Encián egyesület sohasem alakult újjá, a Brassói Lapok és a Brassói Turista Egyesület 2012 márciusában újraindították az Encián folyóiratot. Évente egy - három példány jelenik meg. Kereskedelmi forgalomba nem kerül, de előjegyezhető a turista egyesületek vezetőinél, és olvasható az interneten. 

## Külső hivatkozások
- Az új Encián folyóirat számai. Erdélyi Kárpát-egyesület. [2016. június 22-i dátummal az eredetiből archiválva]. (Hozzáférés: 2016. október 24.)